# Gosplan
Le Gosplan (en russe : Госплан, acronyme de Государственный комитет по планированию qui signifie littéralement « Comité d’État pour la planification ») est en Union soviétique l'organisme d'État chargé de définir et de planifier les objectifs économiques à atteindre. Il est créé en février 1921 à la décision du Conseil du Travail et de la Défense, avec la nomination de Gleb Krjijanovski (en) (1872-1959) au poste de président. En juin 1922 sont créées les sections régionales de planification dont le travail sera coordonné par la commission centrale, puis, en 1926 les sections dans les républiques. Le rôle de l'institution s'accroit en 1929, lorsqu'on applique le premier plan quinquennal prévoyant une industrialisation rapide et une réduction importante du secteur privé de l'économie.
Combinant les objectifs larges donnés par le Conseil des ministres avec les données fournies par les niveaux administratifs inférieurs concernant l'état courant de l'économie, le Gosplan donnait, par essai et erreurs, un ensemble d'objectifs du plan préliminaire. Parmi plus de vingt comités d'État, le Gosplan était à la tête de l'appareil de planification du gouvernement et était de loin l'agence la plus importante de l'administration économique. La tâche des planificateurs était d'équilibrer les ressources et les besoins pour s'assurer que les entrées nécessaires étaient fournies pour les sorties planifiées. L'appareil de planification seul était une vaste organisation constituée de conseils, de commissions ou encore d'autres officiels gouvernementaux, chargés de l'exécution et de la surveillance de la politique économique.
Le Gosplan était subdivisé en ses propres départements industriels, tels que charbon, fer ou construction de machines. Il possédait aussi des départements transversaux, tel que la finance. À l'exception d'une brève expérience avec la planification régionale pendant la période khrouchtchevienne dans les années 1950, la planification soviétique était faite de manière sectorielle plutôt que régionale. Les départements du Gosplan assistaient le développement d'un ensemble complet de cibles du plan en accord avec les besoins d'entrée, un processus impliquant une négociation entre les ministères et leurs supérieurs. En 1950, lorsque les projets d'énergie nucléaire ont commencé, Gosplan a délégué l'autorité sur le développement de l'énergie nucléaire à la Commission d’État pour la planification avancée (planification sur 10-15 ans) et à la Commission économique pour la planification actuelle(responsable du rendement immédiat).
À différents moments de l'histoire de l'URSS on observe la tendance au sein des entreprises et des régions entières à prendre les engagements pour dépasser les objectifs fixés par l'État, parfois par les moyens allant à l'encontre de tout bon sens. C'est notamment le cas dans l'affaire économique connue comme le miracle de Riazan qui consistait à tripler la production de viande bovine et de lait initialement prévue par le plan économique par les moyens mettant en péril la filière locale de l'élevage,,,. 
Le Gosplan a été critiqué par des économistes libéraux et notamment l'école autrichienne d'économie dont faisaient partie Friedrich Hayek, Ludwig von Mises et Joseph Schumpeter. L'ouvrage de Maurice Duverger, Les orangers du Lac Balaton (éd. Seuil, 1980,  (ISBN 9782020054690)), peut lui aussi être considéré comme un éclairage critique de la dérive de l'ardeur planificatrice des années 1950.
Le Gosplan est dissous en avril 1991 peu avant la disparition de  l'Union soviétique.